# Turritopsis nutricula
Turritopsis nutricula é um hidrozoário. As "águas-vivas imortais", com um ciclo de vida no qual reverte-se ao estágio de pólipo após chegar-se a maturidade sexual, são o único caso conhecido de um animal ferfóide (exemplo: Peixe-Ferfa) capaz de reverter completamente a um estágio de imaturidade sexual. Elas estavam anteriormente classificadas nessa espécie, e são classificadas atualmente como Turritopsis dohrnii.